# Nagari Sumani
Nagari Sumani is een bestuurslaag in het regentschap Solok van de provincie West-Sumatra, Indonesië. Nagari Sumani telt 5408 inwoners (volkstelling 2010).